# کلیتونویل (ایلینوی)
کلیتونویل (به انگلیسی: Claytonville) یک منطقهٔ مسکونی در ایالات متحده آمریکا است که در شهرستان ایروکوی، ایلینوی واقع شده‌است. کلیتونویل ۲۰۱ متر بالاتر از سطح دریا واقع شده‌است.